# Preluca, Neamț
Preluca este un sat în comuna Pângărați din județul Neamț, Moldova, România. Are o singura stradă, denumită strada Preluca și se află pe malul laculul de acumulare Pângărați. Activități specifice zonei sunt prelucrarea lemnului și creșterea animalelor. Începând cu 2009 s-au construit locuințe noi în acest sat, mutându-se aici câteva familii din orașul Piatra Neamț. Există și un site: Preluca City cu poze din acest sat, în care sunt imortalizate animale, plante, oameni, anotimpuri.

 Acest articol despre o localitate din județul Neamț este deocamdată un ciot. Puteți ajuta Wikipedia prin completarea lui.